# RC2
RC2 – szyfr blokowy z kluczem o zmiennej długości, zaprojektowany przez Rona Rivesta w 1987 dla organizacji RSA Data Security, Inc. w celu zastąpienia szyfru DES. Przedstawiciele firmy RSADS twierdzą, że algorytm jest trzykrotnie szybszy od szyfru DES, niezależnie od tego jakiej długości klucz wybierzemy. Nazwa szyfru rozwija się w Ron’s Code lub Rivest’s Cipher.